# Tulipánová horečka (film)
Tulipánová horečka (v anglickém originále Tulip Fever) je americké historické drama z roku 2017 režiséra Justina Chadwicka. Scénář k filmu napsal Tom Stoppard podle stejnojmenné knihy od Deborah Moggach. V hlavních rolích se objevili Alicia Vikander, Dane DeHaan, Jack O'Connell, Zach Galifianakis, Judi Dench, Christoph Waltz, Holliday Grainger, Matthew Morrison a Cara Delevingne. Příběh zasazuje film do Amsterdamu v 17. století, kde se malíř zamiluje do vdané ženy, jejíž portrét má namalovat.
Film byl natočen v létě roku 2014 a jeho premiéra byla ve Spojených státech několikrát posunuta. Film se nakonec objevil v amerických kinech 1. září 2017 v distribuci společnosti The Weinstein Company.

## Obsazení
| Alicia Vikander   | Sophia Sandvoort      |
| Dane DeHaan       | Jan van Loos          |
| Christoph Waltz   | Cornelis Sandvoort    |
| Jack O'Connell    | William               |
| Judi Dench        | abatyše od sv. Uršuly |
| Holliday Grainger | Maria                 |
| Matthew Morrison  | Mattheus              |
| Cara Delevingne   | Annetje               |
| Tom Hollander     | doktor Sorgh          |
| Cressida Bonas    | paní Steenová         |
| Kevin McKidd      | Johan De Bye          |
| David Harewood    | Tlachal               |

## Natáčení
Film se měl původně natáčet v roce 2004 s rozpočtem 48 milionů dolarů, v hlavních rolích s Judem Lawem, Keirou Knightley a Jimem Broadbentem, v režii Johna Maddena a producentem Stevenem Spielbergem s DreamWorks Pictures. Nicméně produkce byla zastavena několik dní před plánovaným začátkem natáčení kvůli změně daňových pravidel ovlivňujících výrobu filmů ve Spojeném království.
Dne 8. července 2013 deník Daily Mail oznámil, že film bude režírovat Justin Chadwick, roli Sophie ztvární Alicia Vikander, pro hlavní mužskou roli byl zvažován Matthias Schoenaerts a film budou produkovat Alison Owen a Harvey Weinstein. V roce 2014 se Alison Owen spojila s Weinsteinem, aby obnovili film a zakoupili práva od Paramount Pictures. V říjnu 2013 se mluvilo o tom, že by hlavní mužskou roli ztvárnil Dane DeHaan. V únoru 2014 se k obsazení filmu přidal Christoph Waltz a o dva měsíce později Holiday Grainger, Cara Delevingne a Jack O’Connell. V červnu 2014 byla obsazena Judi Dench do role abatyše od svaté Uršuly, která se stará o sirotky. V ten samý měsíc byli obsazeni i Tom Hollander, Cressida Bonas a David Harewood. V srpnu 2014 se k obsazení přidal Matthew Morrison. Autorka knižní předlohy Deborah Moggach se ve filmu také objevila. Producent Harvey Weinstein původně roli Mattheuse nabídl zpěvákovi Harrymu Stylesovi, ale ten ji kvůli časovému vytížení odmítl, a tak roli získal Matthew Morrison.
Mezi členy štábu patřili kameraman Eigil Bryld, vedoucí výpravy Simon Elliott, kostýmní výtvarník Michael O’Connor, vlasový a make-up specialista Daniel Phillips a střihač Rick Russell. Tom Stoppard napsal scénář k filmu. Waleský malíř Jamie Routley vytvořil portréty, které můžeme vidět ve filmu. Danny Elfman složil hudbu k filmu.
Natáčení proběhlo během června a července 2014 v Cobham Hall v Cobhamu v hrabství Kent, v katedrále v Norwichi, v Holkhamu (v Norfolku), v Tilbury, (v Essexu), v Kentwell Hall (ve Suffolku) a v Pinewood Studios.